# LGBT u Gruziji
U Gruziji, prava LGBTQ osoba nisu razvijena. Većina stanovništva ima vrlo konzervativne poglede na homoseksualnost i transrodnost; LGBTQ osobe često su suočene s raznim problemima. Država ne prepoznaje civilne unije, a brak je definiran kao zakonom uređena zajednica žene i muškarca.
Gruzijska pravoslavna Crkva glavni je protivnik razvitka prava LGBT+ osoba. Slijedom viđenja vjerskih vođa, homoseksualnost je viđena kao „devijacija“ u pravoslavnome društvu. Unatoč tomu, istospolni su odnosi legalni, a dob je pristanka 16 godina.
U gruzijskom je društvu bifobija možda snažnija od homofobije.